# Chata pod Kľačianskou Magurou
Chata pod Kľačianskou Magurou je horská chata v Kriváňské Malé Fatře. Z hlavního hřebene se nachází jižním směrem od vrcholu Kľačianska Magura (1367 m n. m.) v nadmořské výšce 1115 m n. m. Chata je otevřená celoročně.

## Přístup
- po  žluté značce z obce Lipovec
- po  zelené značce z obce Turčianske Kľačany (410 m n. m.) nebo z vrcholu Suchý (1468 m n. m.)